# Cattleya alagoensis
Cattleya alagoensis là một loài thực vật có hoa trong họ Lan. Loài này được (V.P.Castro & Chiron) Van den Berg mô tả khoa học đầu tiên năm 2008.